# فردریک راین‌فلت
فردریک راین‌فلت [ˈfre:drɪk ˈrajnˌfɛlt] () (زاده ۴ اوت ۱۹۶۵) سیاستمدار سوئدی و نخست‌وزیر این کشور از سال ۲۰۰۶ تا ۲۰۱۴ است. وی رئیس حزب میانه‌رو (سوئد) از سال ۲۰۰۳ و رئیس کنگره اروپایی در سال ۲۰۰۹ بود. او بومی شهرستان استکهلم است. راین فلت دانش آموختهٔ مدرسهٔ کارِ دانشگاه استکهلم در رشتهٔ کسب‌وکار و علم اقتصاد (سوئدی: civilekonomexamen) در سال ۱۹۹۰ است.